# Marc Gore
Marc Gore (* 1974 bei Bremen), bürgerlicher Name unbekannt, ist ein deutscher Autor von Horrorgeschichten.

## Arbeit und Stil
Marc Gore ist ein Vertreter der Pulp-Literatur, der sich des Splatters als vorrangiges Stilmittel bedient. Seine Geschichten sind einfach gestrickter Horror mit trivialen Plots. Reale Themen wie Sexualmörder, Psychopathen und Kannibalen sind ebenso Motiv vieler der Erzählungen, wie auch übliche Phantastik in der Art von Zombies, Vampiren, Werwölfen, Hexenflüche und Voodoo. Einige der Geschichten erschienen in Fanzines und Anthologien, zumeist auf Print-on-Demand-Basis. Daneben verfasst er für Musik-Fanzines CD-Kritiken und Artikel über Death-Metal- und Grindcore-Bands.
Ab 2003 verschwand der Autor aus der Öffentlichkeit, tauchte erst ab 2010 wieder auf und schreibt seitdem wieder regelmäßig Geschichten.
Seit 2010 veröffentlicht der Twilight Line-Verlag die alten Kurzgeschichten, die im Zeitraum 1998 bis 2003 entstanden, in einer Anthologie-Reihe namens Dunkle Seiten. Seit 2012 ist das Buch The Terror Compilation mit vorher noch nie gedruckten Geschichten Marc Gores erhältlich.

Außerdem war der Autor 2013 an zwei weiteren Anthologien beteiligt, eine davon unter dem Titel Mängelexemplare, für die die Geschichte Devourer-Der Verschlinger und eine unter dem Titel Horror-Legionen, für die die Geschichte The Chick And The Wolfman beigesteuert wurden.
Unter dem Titel Grindhouse Splatter erschien im Januar 2014 ein weiterer Sammelband. In diesem Buch wurden die beiden Geschichten Limb By Limb und Devourer-Der Verschlinger wiederveröffentlicht sowie eine Reihe neuer Geschichten.
Mit der Anthologie Opferblut erschienen gleich drei neue Geschichten 2015. An der Geschichtensammlung waren auch der Herausgeber Uwe Siebert sowie die Autoren Rainer Innreiter und Manfred Klos beteiligt.
Am 23. Januar 2016 feierte der Indie-Horrorfilm König der Kannibalen 'seine Premiere in einem Kino in seinem Entstehungsort Gevelsberg. Realisiert wurde der Film von Master W und Crippler Criss. In diesem Film debütierte Marc Gore als Schauspieler, indem er einen der Kannibalen darstellt.
Die 2019 erschienene Sammlung "Cronology Part 1" enthielt die zwischen 1998 und 2011 entstandenen Kurzgeschichten des Autors. Diese Kollektion war 2019 unter den fünf für den Vincent Preis nominierten Storysammlungen, den dann die Publikation Markus K. Korb: Das raunende Wrack (Verlag Torsten Low) gewann.

## Anthologien
- 2002: Dunkle Kunst ISBN 978-3-935798-40-2.
- 2010: Dunkle Seiten Band 1 ISBN 978-3-941122-53-6.
- 2010: Dunkle Seiten Band 2 ISBN 978-3-941122-62-8.
- 2011: Dunkle Seiten Band 3 ISBN 978-3-941122-63-5.
- 2011: Dunkle Seiten Band 4 ISBN 978-3-941122-72-7.
- 2012: Dunkle Seiten Band 5 ISBN 978-3-941122-82-6.
- 2013: Dunkle Seiten Band 6 ISBN 978-3-941122-83-3.
- 2013: Mängelexemplare ISBN 978-3-941809-14-7.
- 2013: Horror-Legionen ISBN 978-3-944729-04-6.
- 2015: Opferblut ISBN 978-3-944893-06-8.
- 2018: Fleisch 6: (Un)erotische Geschichten aus der Welt der Schmerzen und des Wahnsinns ISBN 978-3-937419-25-1.

## Magazine/Heftreihen
- 2013: XUN-Fantastische Geschichten Ausgabe 30 ISSN 1862-7552.
- 2019: Super Pulp Nr. 3: das Fachblatt für Pulp-Thriller, Horror & Science Fiction ISBN 978-3-7494-3339-1.
- 2019: Super Pulp Nr. 5: das Fachblatt für Pulp-Thriller, Horror & Science Fiction ISBN 978-3-7494-8260-3.
- 2020: Super Pulp Nr. 8: das Fachblatt für Pulp-Thriller, Horror & Science Fiction

## Publikationen
- 2012: The Terror Compilation. ISBN 978-3-941122-76-5.
- 2014: Grindhouse Splatter. ISBN 978-3-941809-18-5.
- 2019: Cronology: Part 1 - 1998-2011. ISBN 978-3-940036-54-4.

## Filmografie
- 2016: Der König der Kannibalen
- 2017: Das Moor-Monster 2
- 2019: Sonata del Corvo
- 2019: Ein neues Leben
- 2019: Nocta
- 2019: Rise of Valhalla
- 2020: The Age of Genesis